# Julia Codesido
Julia Manuela Codesido Estenós (Lima, 5 d'agost de 1883 - Lima, 8 de maig de 1979) va ser una pintora peruana i una de les representants més significatives del denominat moviment plàstic peruanista, popularment conegut com a indigenista.

## Biografia

### Primers anys
Julia Codesido va néixer a Lima el 5 d'agost de 1883, filla del jurista i diplomàtic Bernardino Codesido Oyaque i de Matilde Estenós Carreño. Va passar la seva infància acompanyada de la seva germana gran Matilde i el seu germà petit Bernardino José. Va estudiar al Colegio San Pedro, situat al centre de la ciutat de Lima, i va acabar els seus estudis el 1899. Codesido va viatjar als disset anys a Europa al costat de la seva família, on va visitar Suïssa, Espanya, Anglaterra i França; aquests dos últims a causa del nomenament del seu pare com a cònsol del Perú. Durant la seva estada a Europa, que va coincidir amb la denominada Belle Époque, Julia Codesido va tenir les seves primeres inclinacions per l'art. Es va dedicar a visitar grans museus, o determinats aspectes d'ells, a més de nombroses galeries on va absorbir les diferents tendències europees. Les seves visita al Museo del Prado de Madrid, sota pròpia confessió, es van concentrar en les obres de Goya, El Greco i la Escuela Flamenca. No obstant això, durant els divuit anys de la seva estada a Europa, no va deixar de visitar Lima, a on va retornar definitivament el 1918.
El Perú, en aquest llavors, era governat per segona vegada per José Pardo i Barreda, qui fou l'impulsor de la instrucció pública, a més de va promulgar la llei de les vuit hores laborals, de reglamentar el treball per a dones i nens i d'establir el calendari laboral. Dins d'aquest marc social i polític va arribar Codesido, sent el seu principal interès informar-se de l'entorn artístic de Lima. Va fer les seves primeres pràctiques artístiques formals al taller de Teófilo Castillo Guas en la Cinquena Heeren, on va ingressar en qualitat d'aprenenta durant un període de tres mesos.
El 1919 es trobava a l'Escola Nacional de Belles Arts del Perú, al taller de Daniel Hernández, i va sol·licitar, l'any 1922, el seu trasllat al taller de José Sabogal, qui havia estat nomenat professor auxiliar de pintura el 1920.
En ingressar a la Escola Nacional de Belles Arts, Julia Codesido va formar un quintet amb Teresa Carvallo, Elena Izcue (pintura), Carmen Saco (escultura) i Beatriz Neumann (fotografia artística) representatiu del brot artístic de les primeres dones que ingressarien i que formarien part de la naixent ENBA.

### Carrera com a artista
Culminats els seus estudis l'any 1924, va realitzar la seva primera exposició individual a la sala de l'Acadèmia Nacional de Música Alcedo el 1930. El 1931 va ser nomenada professora de dibuix i pintura de l'Escola Nacional de Belles arts del Perú després d'haver estat auxiliar de José Sabogal.
Cap a l'any 1935 va partir a Mèxic —país al que tornaria a exposar el 1960, convidada pel Museu d'Art Modern—, convocada pel Museu d'Educació d'aquest país, on va exposar en la Galeria d'Exposicions del Palau de Belles arts, i la seva presentació va ser realitzada per David Alfaro Siqueiros. Per consell del muralista mexicà José Clemente Orozco, el 1936 va exposar a Nova York, a la galeria Delphic Studios. La mateixa mostra va passar, al poc temps, al Museu d'Art Modern de San Francisco, Califòrnia, la institució del qual va adquirir el 1937 una de les seves obres. El 1939 exposa a París a la Galeria Barreiro per recomanació de René Hugues, conservador del Museu del Louvre. En aquella oportunitat, la Municipalitat de París adquireix l'obra Indias Huancas per al Museu d'Art Modern. va retornar a París el 1953 on va exposar en el Petit Palais, al costat de l'artista boliviana Marina Núñez del Prat i a l'escultora brasilera Irene Arnau. L'artista participaria, a més, en nombroses exposicions col·lectives i individuals.
A causa de la sortida de José Sabogal com a director de l'Escola Nacional de Belles arts el 1943, Codesido, en gest de solidaritat, es va retirar del càrrec de professora de dibuix i pintura que exercia a l'esmentat centre d'art. El 1946 és nomenada membre de l'Institut d'Art Peruà, tenint com a principal funció formar el fons museogràfic d'art i artesania popular de l'avui conegut Museu Nacional de la Cultura Peruana, fundat per iniciativa del doctor Luis E. Valcárcel.
Aquest museu comprenia dos camps d'estudi: l'Institut d'Art Peruà a càrrec del mateix Sabogal, qui es va preocupar per impulsar els estudis sobre l'art popular peruà, iniciant una col·lecció de peces de diverses regions del Perú al costat dels seus deixebles Julia Codesido; Ángela, Carlota i Teresa Carvallo; Alicia Bustamante; Enrique Camino Brent i Camilo Blas, integrants del "grup indigenista", i també Luisa Castañeda. L'altra institució era l'Institut d'Estudis Etnològics, sota supervisió directa del doctor Valcárcel, qui al costat d'un destacat grup d'intel·lectuals com Jorge Moll, José María Arguedas, José Matos i Rosalía Avalos, es van dedicar a la tasca d'investigar les arrels de la cultura peruana.
A aquesta tasca va dedicar Julia Codesido molts anys de la seva vida, que van ser matisats amb diverses col·leccions individuals i col·lectives al Perú i a l'estranger, fins que finalment va morir el 8 de maig de 1979.

## Obra
L'obra plàstica de Julia Codesido es pot resumir en tres etapes: la primera, que abasta els anys 1919 fins a 1924, comprèn la seva formació acadèmica a l'Escola Nacional de Belles arts dirigida per Daniel Hernández; aquí veiem els seus primers treballs de marcada tendència naturalista, com per exemple els diversos nus i retrats, que si bé manté la tendència naturalista, s'albira l'estil propi que anirà desenvolupant al llarg de la seva carrera.
L'arribada de José Sabogal a l'escola de Belles arts el 1920 va influir en el seu estil i, cap al 1925, els autors assenyalen l'inici de la seva segona etapa peruanista denominada "indigenista". En aquest període és innegable l'influència de Sabogal tant en la temàtica com en la tècnica; abunda la temàtica indígena i mestissa, els colors són vius i el traç fort que remarca les faccions indígenes amb els pòmuls angulosos, ulls grans i fixos i les pupil·les dilatades. A aquesta etapa pertanyen les obres Índia con Aríbalo, Santusa, Bruna de Lima, Las tapadas i els gravats on es constata la marcada influència de Sabogal, així com la carátula de l'obra de José C. Mariátegui, 7 ensayos de interpretación de la realidad peruana. A causa del viatge que va realitzar a Mèxic i on va exposar a la Galeria d'Exposicions del Palau de Belles arts el 1935, la seva pintura va sofrir una evolució en rebre la influència de la pintura mural mexicana.
A mitjans dècada dels seixanta, l'artista confessaria que la seva pintura estava conduïda per una modalitat expressionista, sempre tractant d'aconseguir el major sintetisme, ja que, a dir de l'autora, a tot estirar simple i el més senzill porta la major expressió, i que l'expressió al costat de la proporció, donen major equilibri i profunditat. Julia Codesido, en comentar les seves composicions, va explicar que aquestes obeïen a emocions íntimes i, en altres ocasions, a simples visions plàstiques. No va perseguir notorietat ni va fer concessions a l'ambient que l'envoltava, destacant la humilitat com un terreny de gran potencial constructiu.
L'obra de Julia Codesido va destacar del grup "indigenista" perquè va ser una artista que va transcendir a la tendència, ja que la seva pintura no només va rebre influència externa, com la pintura mural mexicana o europea, sinó que la va assimilar i reelaborar, obtenint com a resultat una pintura amb característiques pròpies; a aquest període se li coneix com la seva tercera etapa que abasta des del 1945 fins als seus últims dies.

## Distincions
Va ser guardonada el 1976 amb el Premi Nacional de Cultura del Perú.